# Horst-Krafft Robert
Horst-Krafft Robert (* 1. Mai 1920 in Hindenburg O.S.; † 22. Februar 2009) war ein deutscher Diplomat. Unter anderem war er deutscher Botschafter in Buenos Aires (1972–1975) und Ständiger Vertreter Deutschlands bei der OECD (1979–1985).

## Leben
Horst-Krafft Robert studierte zunächst Zahnmedizin in Breslau und Wien. Ab 1940 studierte er Betriebs- und Volkswirtschaftslehre in Heidelberg. Nach dem kaufmännischen Diplom (Wintersemester 1942/1943) begann er mit der Arbeit an seiner Dissertation und promovierte Anfang 1944 über das Thema Die Armut in Heidelberg: Untersuchung der Ursachen der armenrechtlichen Hilfsbedürftigkeit. Da er als „Mischling 1. Grades“ eingestuft war, wurde er im Juni 1944 zur Organisation Todt eingezogen.
Nach 1945 trat Robert in den diplomatischen Dienst in der Bundeshauptstadt Bonn ein. Bis 17. März 1969 war Robert Vortragender Legationsrat I. Klasse und leitete das Referat Grundsatzfragen internationaler wirtschaftlicher Zusammenarbeit, Europäische Handels- und Agrarpolitik; OECD, GATT des Auswärtigen Amtes. Mit Wirkung vom 17. März 1969 wurde Robert zum Leiter der Unterabteilung A in der Abteilung Handels- und Entwicklungspolitik. Mit Wirkung vom 19. Mai 1969 wurde Robert zum Ministerialdirigent befördert.
Am 10. April 1970 war Robert Teilnehmer einer deutschen Delegation, die mit Vertretern der Nixon-Regierung die Verhandlungen der Regierung von Willy Brandt mit den Regierungen von Polen und der UdSSR erörterte. Von 1972 bis 1975 war er Botschafter in Argentinien.
Ab Ende 1975 leitete Robert die deutsche Delegation, welche die Ministerkonferenz über internationale wirtschaftliche Zusammenarbeit (KIWZ) vom 16. bis 19. Dezember 1976 in Paris vorbereitete und von 1979 bis zu seinem Eintritt in den Ruhestand leitete er die Ständige Vertretung Deutschlands bei der OECD in Paris.

## Weitere Informationen (bisher unbelegt)
- Horst-Krafft Robert begann 1937 mit einem Medizinstudium an der Universität Breslau, wechselte an die Universität Wien, wurde dort beim Anschluss an das Deutsche Reich wegen seiner Abstammung von der Universität relegiert und in Arbeitslager gesperrt. Robert kam später aufgrund falscher Ariernachweise frei (vorstehende Informationen stammen aus seiner Familie, sind nicht durch schriftliche Quellen belegt)
- Robert leitete ab 1945 Opernaufführungen in der Stadthalle Heidelberg, wechselte zum Länderrat ...
- Nach seiner Pensionierung 1985 wirkte Robert als ehrenamtlicher Dozent für Völkerrecht an der Ruhruniversität Bochum.
- Sein Grab befindet sich auf dem Burgtorfriedhof in Lübeck.

## Veröffentlichung
- Literatur von und über Horst-Krafft Robert im Katalog der Deutschen Nationalbibliothek